# Laricobius daliensis
Laricobius daliensis is een keversoort uit de familie tandhalskevers (Derodontidae). De wetenschappelijke naam van de soort is voor het eerst geldig gepubliceerd in 2009 door Háva.
De soort komt voor in China (Yunnan).